# Quiosque na Praça Mouzinho de Albuquerque

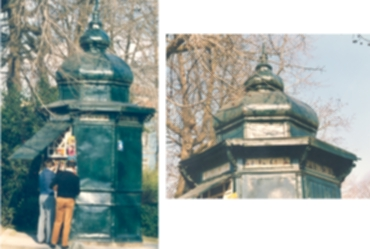

O Quiosque da Praça Mouzinho de Albuquerque existiu durante mais de sete décadas nesta praça, na freguesia de Cedofeita, na cidade do Porto, em Portugal.
O pedido para a sua construção é apresentado a licenciamento municipal em 1925 por António Baltazar, para venda de tabacos e jornais. O quiosque foi erguido a noroeste da placa central da praça, no alinhamento da Rua de 5 de Outubro.
Em 1993 ?, a prorrogação do contrato de ocupação do terreno passa para José Soares e, a partir de 1957, para os herdeiros deste.
Já desativado há alguns anos, em 2001, a viúva de Agostinho Soares vende o quiosque à Câmara Municipal do Porto.
Em 2005 foi desmontado para restauro, o que não chegou a acontecer. O quiosque original acabou por se deteriorar ao ponto de ficar irrecuperável.
Entretanto a Câmara Municipal do Porto criou cinco cópias fiéis do quiosque original (réplicas) que estão neste momento instaladas na Avenida dos Aliados, Praça da Liberdade e Praça Almeida Garrett.

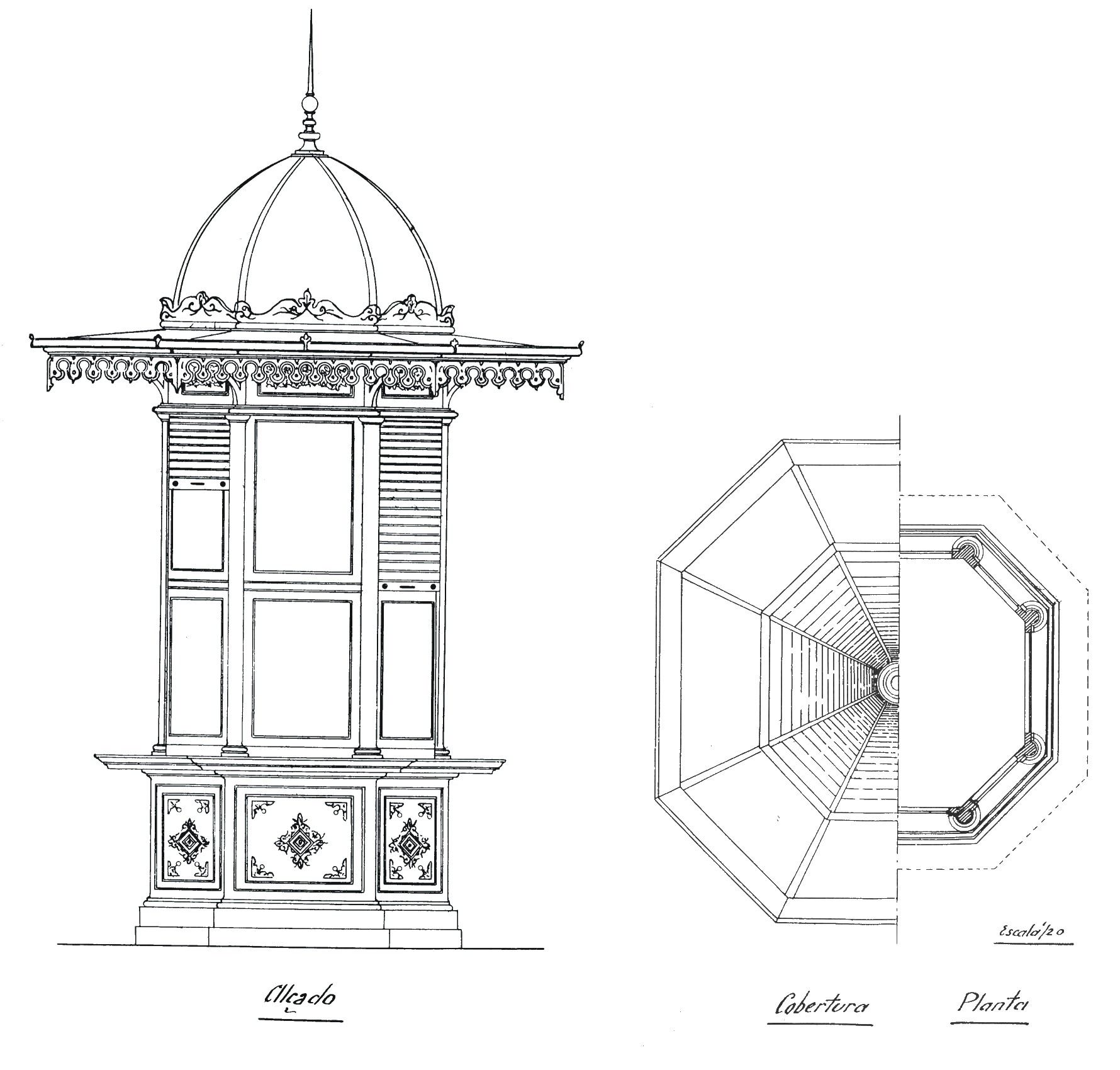

O quiosque original havia sido classificado como Imóvel de Interesse Municipal, na sequência do decreto 2/96, publicado no Diário da República de 6 de Março de 1996 e esta classificação foi revogada em 2020, uma vez que o quiosque original havia já desaparecido.

## Caracterização
Revivalista, era de estrutura em madeira exótica talhada, pintada com esmalte de cor verde escura, com planta octogonal e com as tradicionais referências orientais. Tinha um pequeno piso em cave que lhe servia de armazém e estava assente numa plataforma também octogonal, com uma bordadura em cantaria de granito.
No volume de oito faces, só duas apresentavam aberturas com caixilharia de guilhotina em madeira esmaltada a branco, com pinázios que compunham um desenho delicado, preenchido por vidros coloridos e incolores. Dois frisos de azulejos polícromos de figura avulsa contornavam o remate superior e inferior da caixilharia, em conjunto de quatro unidades em cada uma das faces. Os azulejos originais estão depositados no Banco de Materiais da Câmara Municipal do Porto.